# ملكة جمال الكون 2004
ملكة جمال الكون 2004 هي مسابقة ملكة جمال الكون الثالثة والخمسين في تاريخ مسابقة ملكة جمال الكون منذ انطلاقتها عام 1952، عقدت مسابقة في 1 يونيو 2004 في مركز المؤتمرات في مدينة كيتو، الإكوادور. شهد هذا العام مشاركة 80 متسابقة من أنحاء العالم، في نهاية الحدث توجت جينيفر هوكينز من أستراليا من قبل ملكة جمال الكون السابقة أميليا فيغا من جمهورية الدومينيكان كخليفة لها.

## النتائج

### المراكز النهائية
| النتائج النهائية     | المتنافسة |
| -------------------- | --- |
| ملكة جمال الكون 2004 | - أستراليا - جنيفر هوكينز |
| الوصيفة الأولى       | - الولايات المتحدة - شاندي فينيسي                                                                                                 |
| الوصيفة الثانية      | - بورتوريكو - ألبا رييس |
| الوصيفة الثالثة      | - باراغواي - يانينا غونزاليس |
| الوصيفة الرابعة      | - ترينيداد وتوباغو - دانييل جونز                                                                                                  |
| أفضل 10              | - كولومبيا - كاترين دازا - كوستاريكا - نانسي سوتو - الإكوادور - سوزانا ريفادينيرا - الهند - تانوشري دوتا - جامايكا - كريستين سترو |
| أفضل 15              | - أنغولا - تلما سونهاي - تشيلي - غابرييلا باروس - المكسيك - روزالفا لونا - النرويج - كاثرين سورلاند - سويسرا - بيانكا سيسينغ      |

### ترتيب الإعلانات
| 1. بورتوريكو 2. النرويج 3. ترينيداد وتوباغو 4. الإكوادور 5. الهند 6. أستراليا 7. أنغولا 8. جامايكا 9. كولومبيا 10. سويسرا 11. كوستاريكا 12. تشيلي 13. الولايات المتحدة 14. باراغواي 15. المكسيك | 1. كوستاريكا 2. ترينيداد وتوباغو 3. الولايات المتحدة 4. بورتوريكو 5. جامايكا 6. باراغواي 7. الإكوادور 8. أستراليا 9. الهند 10. كولومبيا | 1. باراغواي 2. الولايات المتحدة 3. بورتوريكو 4. أستراليا 5. ترينيداد وتوباغو |

## المتسابقات
- أنغولا - تلما سونهي
- أنتيغوا وباربودا - آن ماري براون
- أروبا - زيزي لي
- أستراليا - جنيفر هوكينز
- النمسا - دانييلا ستريغل
- جزر البهاما - راكيل سيمون هورتون
- باربادوس - سيندي باتسون
- بلجيكا - ليندسي ديولاندر
- بليز - ليلى باندي
- بوليفيا  - غابرييلا أوفييدو
- بوتسوانا - إيكو كيولوتسوي
- البرازيل - فابيان نيكلوتي
- بلغاريا - إيفيلينا بتروفاك
- كندا - فينيسا فيشر
- جزر كايمان - ستايسي آن كيلي
- تشيلي - غابرييلا باروس
- الصين - تشانغ منغ
- كولومبيا - كاثرين دازا
- كوستاريكا - نانسي سوتو
- كرواتيا - إيفانا ديليتش
- كوراساو - فانيسا فان أرندونك
- قبرص - إيفي لازارو
- جمهورية التشيك - كاتشينا سمرشوفا
- جمهورية الدومينيكان - أميليا فيغا
- الإكوادور - أندريا ياكوم
- مصر - نور السمرى
- إلسالفادور - ديانا فالديفيسو
- إستونيا - كاترين سوسي
- فنلندا - آنا ماريا سترومبرغ
- فرنسا - ايمانويل شوسات
- ألمانيا - أليكساندرا فوديانيكوفا
- غانا - ميناي دونكور
- اليونان - فاليا كاكوتي
- غواتيمالا - مارفا ويثيربورن
- غيانا - أوديسا فيليبس
- المجر - بلانكا باكوس
- الهند - تانوشري دوتا
- جمهورية أيرلندا - كاتريونا دوينام
- إسرائيل - غال جادوت
- إيطاليا - لايا مانيتي
- جامايكا - كريستين سترو
- اليابان - كريستين سترو
- كينيا - أنيتا ماينا
- كوريا - تشوي يون يونغ
- لبنان - ماري جوزيه حنين
- ماليزيا - أندريا فونسيكا
- المكسيك - روزالفا لونا
- هولندا - ليندسي جريس برونك
- نيكاراغوا - ماريفلي أرغويلو
- نيجيريا - أنيتا واغبالي
- النرويج - كاثرين سورلاند
- بنما - جيسيكا رودريغيز
- باراغواي - يانينا غونزاليس
- بيرو - ليزل هولر
- الفلبين - ماريكار بالاغتاس
- بولندا - بولينا بانيك
- بورتوريكو - ألبا رييس
- روسيا - كسينيا كوستوفا
- صربيا والجبل الأسود - دراجانا دوجوفيتش
- سنغافورة - ساندي تشوا
- سلوفاكيا - سوزانا دفورسكا
- سلوفينيا - سابينا ريمار
- جنوب أفريقيا - جوان راماغوشي
- إسبانيا - ماريا خيسوس رويز
- سانت فينسنت والغرينادين - لافيرن فريزر
- السويد - كاتارينا ويجاندر
- سويسرا - بيانكا سيسينج
- تايبيه الصينية - جاني يو تشين هسيه
- تايلاند  - موراكوت ايمي كيتيسارا
- ترينيداد وتوباغو - دانييل جونز
- تركيا - فاتوس سيجمين
- جزر توركس وكايكوس - شمارة أريزة
- أوكرانيا - أولكساندرا نيكولاينكو
- الأوروغواي - نيكول دوبون
- الولايات المتحدة  - شاندي فينيسي
- فنزويلا - آنا كارينا أنيز
- فيتنام - هوانغ خانه نجوك

## الروابط الخارجية
- موقع ملكة جمال الكون الرسمي